# Župnija Braslovče
Župnija Braslovče je rimskokatoliška teritorialna župnija dekanije Braslovče škofije Celje.
Do 7. aprila 2006, ko je bila ustanovljena škofija Celje, je bila župnija del savinjsko-šaleškega naddekanata škofije Maribor.

## Zgodovina
Župnija Braslovče je v pisnih virih prvič omenjena v ustanovni listini samostana v Gornjem Gradu iz 7. aprila leta 1140. Leta 1426 je izpričano, da je imela župnija Braslovče 3 vikariate in sicer Vransko, Prebold in Trbovlje. Leta 1461 je ob ustanovitvi Ljubljanske škofije, skupaj s samostanom Gornji Grad postala del novoustanovljene škofije. Iz vizitacijskega poročila leta 1545 je razbrati, da je takrat imela župnija Braslovče šest podružničnih cerkva in sicer: Šmatevž, ki je sprva spadal pod cerkev Sv. Štefana (Gomilsko), Šentrupert, Sv. Krištof v Grajski vasi, Sv. Ivan na Gori (Dobrovlje), Sv. Janez Krstnik v Letušu.
Ob reformiranju škofij leta 1786 je župnija prišla pod Lavantinsko škofijo. 